# 재미있는 라디오
최양락의 재미있는 라디오는 개그맨 최양락이 진행하는 MBC 표준FM(수도권 95.9MHz)의 라디오 방송으로 전국에서 방송되었다. 2002년 4월 1일부터  2016년 5월 27일까지 14년간 방송됐다. 후속 프로그램은 원더풀 라디오 김태원입니다.
단, 프로야구 중계가 송출되는 경우 대전MBC, 대구MBC, 부산MBC, MBC경남 창원은 야구 중계가 있는날은 송출되지 않는다.
단, 주니엘 로고송과 일반(태진아) 로고송은 택시기사 아저씨, 버스기사 아저씨, 기사식당 떡장사 아줌마, 빵집 아저씨, 꽃집 아가씨, 아파트 경비원 아저씨, 국군장병, 경찰관 아저씨, 라디오를 듣고 있네요 우리 모두 듣지요 MBC 라디오 최양락의 재미있는 라디오이다. 또 다른 로고송은 신문기자 아저씨, 만두가게 아저씨, 아이장사 대리기사 아저씨, 의사 선생님, 대학 교수님, 변호사, 대기업 사장님, 포장마차, 노래방 사장님, 라디오를 듣고 있네요 우리 모두 듣지요 MBC 라디오 최양락의 재미있는 라디오이다.
한편, 1999년 8월 호주에서 돌아온 뒤 한동안 슬럼프를 겪었다가 2000년 11월 19일부터 MBC TV 《코미디 닷컴》의 한 코너로 시작했으나 이 프로그램 폐지 뒤 같은 채널 《오늘밤 좋은밤》으로 자리를 옮겨 2001년 9월 24일(22회)까지 방영된 '알까기'로 재기에 성공했지만 그 이후 이렇다할 히트작을 내지 못한 데다 2001년 가을 SBS TV에서 기획한 《이주일 최양락 남희석쇼》가 故 이주일의 갑작스런 폐암 판정으로 편성 취소되는 바람에 2001년 1월 5일 첫 회부터 메인 MC로 활동한 iTV 《금요 코미디쇼》로 영면해 온 최양락이 해당 프로그램을 통해 라디오 DJ를 시작했는데 최양락은 라디오 DJ를 하면서 그 동안 피워 온 담배를 끊었으며 이주일은 1991년 11월 22일 7대 독자 아들을 교통사고로 잃은 뒤 담배에 의존을 했고 결국 폐암 투병 10개월 만인 2002년 8월 27일 타계했다.

## 종영 코너
- 시즌 1- 
- 뽕짝극장
- 밤이면 밤마다
- 전국 라디오 말까기협회
- 재미있는 초대석
- 있을 때 잘해 오빠는 짱이야!
- 3김퀴즈
- 공포의 조기 축구단
- 이제는 부를수 있다
- 사연있는 노래방
- 엄마없는 하늘아래
- 김정렬의 재미있는 논평
- 뜰수도 있었는데...
- 재미있는 꽃배달
- 양락이의 옛날신문 훝어보기
- 대충토론
- 갈수도 있었는데...
- 내 인생은 꽁트야
- 고영수의 빨간 우체통
- 섹션TV 뉴스통신
- 뉴스디스크
- 우리의 광고를 찾아서
- 이 노래에 빠져봐
- 명량대국
- 우리의 소리를 찾아서
- 잠시만
- 이젠 좀 떠떠떠!
- 한발 늦은 드라마 (내이름은 김상순/수사반장)
- 님처럼 남처럼
- 상감마마 납시오
- 남녀본색
- 바른말 웃긴말
- 한뼘동화
- 로버트 할리의 누워서 떡먹기 영어
- 지금 딴프로는
- 김유리의 세계는 그리고 너네는
- 촐랑맨
- 양락이의 일기
- 대통퀴즈
- 유쾌한 초대석
- 뚜껑쇼
- 부자유별
- 산전수전클럽
- 팔불출글럽
- 일요일은 참으세요 (Naver on sunday!)
- 오! 마님
- 오다가다쇼
- 김주철의 1분 오지랖
- 다팔아상사
- 이 가사가 수상하다 이.가.수
- 취객뉴스
- 최양락의 러빙유
- 램프의 락이
- 힐링라디오 괜찮아유
- 남자 그리고 봄

- 시즌2 -
- 우리 양락이가 달라졌어요
- 얼떨뉴스
- 양락뉴스
- 먼데이 서울
- 초능력내친구
- 물 건너온 상담소
- 출발! 드라마여행
- 사랑은 노래를 타고
- 신 인간시장
- 출발! 라디오 문학관
- 이 밤의 끝을 잡고
- 신장개업 야간식당
- 복면작가
- 재미있는 스포츠
- 재미있는 탐구생활
- 사랑합니다 청취자님
- 욕망이라는 이름의 전철
- 개인의 취향
- 최 부장의 음악살롱
- 어른이 명작동화
- 양락이의 음악다방
- 노래가 얽힌 사연(노사연)
- 서마담 퀴즈
- 모락모락 음모론
- 사람과 전쟁(사람과 전쟁 법률사무소, 부부클리닉 사람과 전쟁)

## 논란
- 최양락이 별다른 설명 없이 부적절하게 하차된 것이 알려지면서[6] 논란이 일고 있다.
- 진행자와 출연자들이 고성을 지르거나 저속한 표현, 반말을 지나치게 사용하는 '막말' 방송을 하여 방송위원회로부터 '주의' 조치를 받았다[7].
- 퀴즈코너를 진행하면서 DJ의 저서, 담당 프로듀서의 저서, 같은 방송사 다른 프로그램 진행자의 저서 등을 소재로  퀴즈를 출제해 '주의' 조치를 받았다[8].
- 김재철 전 사장을 풍자한 것이 빌미가 되어[9]  담당 PD가 정직 6개월 징계를 받았다가 3개월로 줄었지만 뒷날 무효로 판결됐다.

## 수상 경력
- 2003년 MBC 연기대상 라디오 우수상 남자 부문 (최양락)